# Motutara Island (Auckland, Inner Channel)

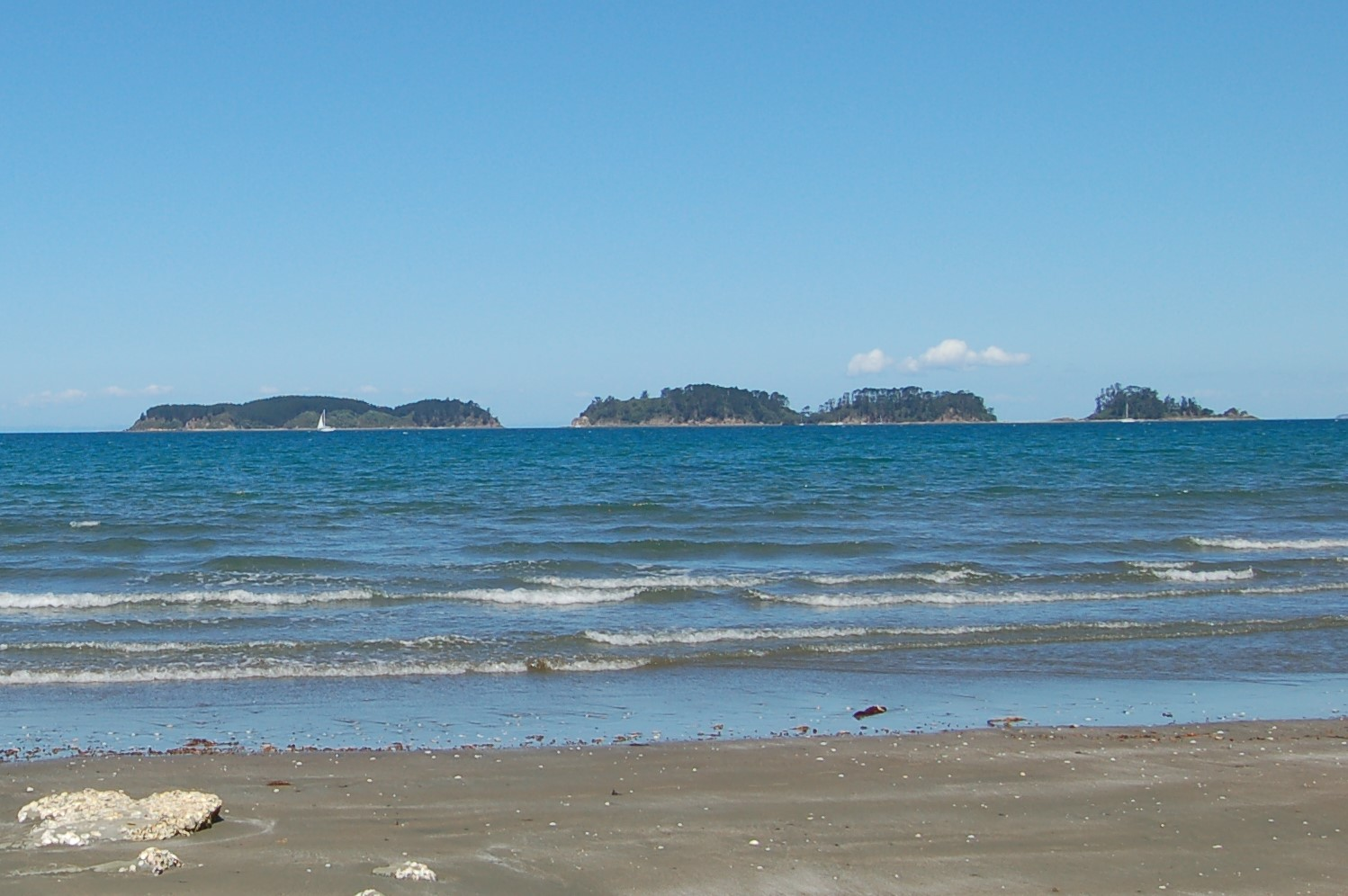
Martins Bucht auf der Mahurangi Halbinsel, Auckland, mit Blick auf Motuketekete Island (links), Moturekareka Island (Mitte) und Motutara Island (rechts).

Motutara Island ist eine Insel vor der Ostküste der Region des Auckland Councils im Norden der Nordinsel von Neuseeland.

## Geographie
Die Insel befindet sich rund 4,7 km südwestlich von Kawau Island und rund 13,5 km südöstlich von Warkworth vor der Ostküste des ehemaligen Rodney District. Orewa, eine weitere Stadt an der Küste, liegt in südwestlicher Richtung rund 14 km entfernt. Motutara Island gehört damit noch zum Einzugsgebiet des Hauraki Gulf.
Motutara Island erstreckt sich über eine Länge von rund 390 m in Westnordwest-Ostsüdost-Richtung und besitzt eine maximale Breite von rund 160 m in Nord-Süd-Richtung. Bei einer maximalen Höhe von 33 m dehnt sich die Insel über eine Fläche von rund 3,3 Hektar aus. Die Insel ist zum Teil mit Büschen und Bäumen bewachsen und hat mit der bis zu 48 m hohen, bewaldeten Insel Moturekareka Island eine Nachbarinsel, die rund 130 m in ostnordöstlicher Richtung entfernt liegt. Nach Westen und Nordwesten trennt der Inner Channel Motutara Island in einer Entfernung von in Minimum 2,75 km vom Festland und in südlicher Richtung, über die Rocky Islets hinweg, befindet sich in einer Entfernung von rund 2,4 km Motuora Island.